# Filiași
Filiași è una città della Romania di 18944 abitanti, ubicata nel distretto di Dolj, nella regione storica dell'Oltenia.
Fanno parte dell'area amministrativa anche le località di Almăjel, Bâlta, Braniște, Fratoștița, Răcarii de Jos e Uscăci.